# Shin Yong-mok
 (décembre 2020).
Shin Yong-mok (hangeul : 신용목) est un poète sud-coréen né en 1974.

## Biographie
Shin Yong-Mok est né à Geochang, dans la province de Gyeongsangnam-do, en Corée du Sud en 1974. Il est entré à l'université alors qu'il écrivait déjà des poèmes. Il a été élu président de la délégation des étudiants de son université et a immédiatement attaqué son université pour corruption. Il a également entrepris un jeûne de protestation pour la démocratisation des institutions éducatives. Il a fait ses débuts littéraires en 2000.

## Œuvre
Il a été influencé par les poètes activistes de l'ancienne génération, dits «Poètes du peuple» (Minjung shi-in), tels que Kim Nam-ju et Shin Kyeong-nim, et il s'est beaucoup penché sur l'influence de la littérature sur le cours de l'histoire et sur la société.
Il fait figure de "nouveau poète" en Corée du Sud, dans le sens où il fait partie des poètes qui évitent d'écrire des textes à connotation politique. Il énonce essentiellement des messages d'amour pour la communauté dans un style doux et facile d'accès. Sa poésie est basée sur sa foi en des valeurs de "co-existence avec ses semblables" qu'il fait passer avant le bonheur personnel. Même en pleine période de néolibéralisme où la concurrence entre les écrivains est considérée comme un mal nécessaire, il cherche à donner du sens aux moindres lueurs d'espoir afin de protéger la collectivité et la liberté de l'être humain. Comme on peut le remarquer dans ces vers : "Chaque heure qui m'est donnée / je prends ma lampe de poche et je vérifie les rênes / pour voir s'il n'y aucun problème", l'auteur se place dans la position d'un garde responsable de la "paix", de l'équilibre. Son travail tend à montrer que l'esprit de l'homme, son intégrité ne se trouveront pas corrompus même dans une société de plus en plus matérialiste.
Slhin a remporté plusieurs prix, en particulier le prix littéraire de Nouvel écrivain en 2000, décerné par Jakga segye, et le prix littéraire Commencement et  le prix de Jeune poète Yuksa (육사시문학상젊은시인상) en 2008.